# Privilege (discoteca)
[UNVRS] és la discoteca més gran del món, segons el llibre Guinness dels rècords, amb una capacitat de 10.000 persones. És la més gran des que Discomunal Thamesis (Redovà) va ser tancada. Es troba no gaire lluny de Sant Rafel de sa Creu, a Eivissa, a menys d'1 km de la discoteca Amnesia. Durant catorze anys, la discoteca va acollir Manumission, un dels esdeveniments més famosos de l'illa. Després d'una disputa entre l'amo del club i els organitzadors de Manumission, l'esdeveniment es va traslladar a Amnèsia.

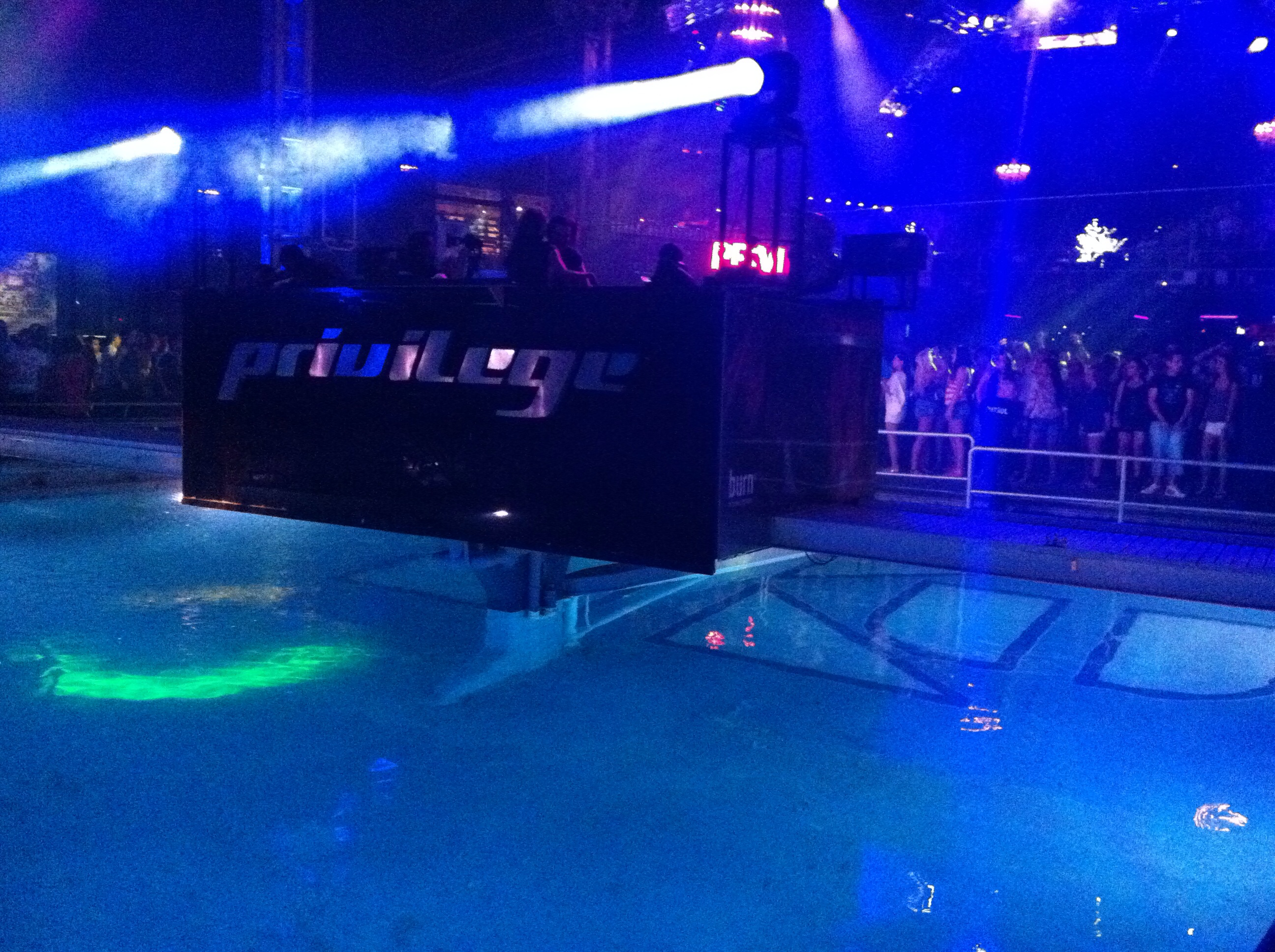
Cabina principal sobre la piscina interior.

Originalment fou anomenat Ku Club, Privilege va ser un restaurant de la dècada de 1970. Actualment, l'empresa The Night League n'és la propietària. El grup  va reanomenar la sala a [UNVRS] per a la seva propera obertura al 2025. La sala principal és de la grandària d'un hangar d'avions, amb un sostre alt de 25 metres i una piscina.
L'escenari del Ku Club va acollir l'estrena en directe de Barcelona, la cançó dels Jocs Olímpics de Barcelona 1992, que va ser interpretada per Freddie Mercury i Montserrat Caballé el 29 de maig de 1987 i recollida en el videoclip oficial.
El Grupo Empresas Matutes era la propietària del negoci, després que el juny de 2022 va comprar el 55% de les accions a José María Etxaniz (anteriorment ja en tenia el 45% restant). La discoteca, tanmateix, es troba tancada des del final de la temporada de 2019. No va reobrir després de la pandèmia de COVID-19, doncs el recinte havia de passar per una reforma integral que es preveu estigui enllestida el 2025; mentre que grups ecologistes van demanar-ne la clausura definitiva.

## Resident DJs[10]
- Adam Beyer
- Carl Cox
- Marcel Dettmann
- Ben Klock
- Jayda G
- Alex P
- Deborah De Luca
- Dennis Cruz
- Sindey Charles
- The Blessed Madonna
- Young Marco
- Luca Donzelli
- Jamie Jones
- Seb Zito